# Riksdagen 1910
Riksdagen 1910 ägde rum i Stockholm.
Riksdagens kamrar sammanträdde i riksdagshuset den 15 januari 1910. Riksdagsarbetet inleddes ceremoniellt genom riksdagens högtidliga öppnande i rikssalen på Stockholms slott den 17 januari. Första kammarens talman var Christian Lundeberg (Protektionistiska partiet), andra kammarens talman var Axel Swartling (Lantmannapartiet). Riksdagen avslutades den 11 juni 1910.